# Trofički ulkus
Trofički ulkus je ograničena lezija kože koja oštećuje njenu spoljašnju površinu. Nastaje kao rezultat ishemijske nekroze i ulceracije kože, koje se može proširiti i na dublje potkožne strukture tkiva, nakon odbacivanja mrtvog tkiva i ne zarasta nakon 6 nedelja ili više. Uzrok nastanka trofičkog ulkusa je lokalno oštećenje cirkulacije ili inervacije tkiva, u raznim bolestima, koje karakteriše dugotrajni tok i teško lečenje (npr tumora, psorijaze).
Okidački mehanizam za njihov nastanak je dugotrajno mirovanja i imobilizacije u jednom položaju, zbog pritiska na kožu koji u području dodira ometa krvotok. Obično se nalaze na mestima koštanih izbočenja kao što su peta i krsta. Nakon pucanja ishemične kože, nastaje ulkus nakon koga često sledi prodor bakterija i zapaljenjska reakcija.
Oporavak u mnogome zavisi od vrste i toka osnovne bolesti i mogućnosti kompenzacije za povrede koje su dovele do pojave ulkusa (čira). Dugotrajno je često povezano sa velikim materijalnim troškovima, a nakon zarastanja ostaju ožiljci.

## Naziivi
Anestetski čir - perforirajući čir - neuropatski čir - neurotrofična ulceracija - perforirajuća ulceracija - trofoneuropatski čir.

## Etiopatopatogeneza
Ćelije kože i potkožnog tkiva prolaze konstantno kroz hemijske procese, koji su osnova njihove vitalne aktivnosti. Za normalno funkcioniranje epitela kože potrebna su dva stanja:
- normalno snabdevanje kisikom i hranjivim materijama,[11]
- uklanjanje produkata raspadanja.

Glavne funkcije u ovom procesu obavljaju krv i krvni sudovi, čija funkcija je pod uticajem nervnog sistema.  
Pod uticajem uzroka poremećena cirkulacija krvi u nogama i/ili drugim delovima tela pojavljuju se trofički poremećaji: ćelije ne dobijaju potrebne materijei, a otpadni proizvodi se ne uklanjaju. U uslovima nagomilanih i neuklonjenih otpadnih produkata nastaje njihov toksični učinak - trovanje ćelija koje, uzrokuje njihovu smrt. U ovom procesu prvo se uništavaju površinski slojevi kože, zatim se rana produbljuje i počinje proces odbacivanja tkiva.
Najčešće se trofički ulkusi javljaju stopalima i nogama - jer su ova područja imaju najmanje kolaterala za dovod krvi, a izložene su i dužem pritisku tokom hodanja lećanja ili drugih aktivnosti.. Posebno su opasne rane na područjima koja su u stalnom kontaktu sa podlogom, odećom ili cipelama - na nogama ili na petama i/ili prstima.

### Stadijumi u razvoju trofičkih ulkusa
Kroz višemesečni tok trofički ulkus prolazi kroz sledeće stadijume:
- Eksudacija — stadijum koji se karakteriše početkomupale i pojavom prvih oštećenja kože
- Reparacija — stadijum u kome se smanjuju upalni procesi i započinju procesi oporavka;
- Epitelizacija - koju prati nedostatak edem, i sužavanje rane umnožavanjem okolnog epitela
- Ožiljci —  nastaju u poslednja faza bolesti, u kojoj se zamjuju područja oštećenih ćelija kože i potkožnog tkiva vezivnim tkivom.

### Neuropatija kao uzrok trofičkog ulkusa
Neuropatija je najčešći uzrok trofičke ulceracije stopala i često uključuje narušenu funkciju somatskih i autonomnih nervnih vlakna. Postoji mnogo uzroka periferne neuropatije, ali je među njima dominira šećerna bolest.
Periferna neuropatija nastaje kao rezultat poremećaja u metabolizmu, u kome je jedan od značajnih poremećaja onaj koji se odvija u putu poliola ili sorbitol - aldoza reduktaza putu,  u kome se višak glukoze razlaže na sorbitol koji se zatim konvertuje u fruktozu. Ovaj put jedan je od najznačajnijih mehanizama, koji se sve više istražuje, jer treba da objasni, makar delimično, ćelijsku toksičnost u dijabetesnoj hiperglikemiji. Kako se put poliola najčešeće aktivira kod šećerne bolesti, odgovoran je za brojne komplikacije, kao što su mikrovaskularna oštećenja mrežnjače (dijabetesna retinopatija), bubrega (dijabetesna nefropatija) i i oštećenja nerava (periferne neuropatije).
Kod osoba sa neuropatijom, mala povreda (npr oštećenje nastalo neprikladnom obućom, hodom bez obuće ili akutnom povredom) može potstaknuti nastanak trofičnog ulkusa na stopalima kod obolelih od šećerne bolesti, jer je rezultat istovremenog prisustva dva ili više faktora rizika, pri čemu periferna neuropatija igra centralnu ulogu. 
Sam tok razvoja trofičkog ulkusa odvija se tako što, neuropatija dovodi do gubitka osećaja (senzibiliteta) a ponekad i do deformiteta na stopalu, koji često uzrokuju nepravilnu šemu hoda. Gubitak senzibiliteta, deformiteti stopala i ograničena i nepravilna pokretljivost mogu dovesti do povećanog biomehaničkog opterećenja stopala. Biomehaničko opterećenje stvara povećan pritisak u nekim područjima stopala i dovodi do stvaranja kožnih zadebljanja (kalus, žulj) što opet povećava opterećenje, često uzrokujući potkožna krvarenja i na kraju nastanak trofičkog ulkusa, koji nastaje kao posledica neuropatskih promena izazvanih gubitkom zaštitnog osećaja u stopalu. Na ove poremećaje se često nadovezuje i narušen proces zarastanja rane, što može brzo dovesti do razvoja infekcije i gangrene ako se na vreme ne obavi edukaciji pacijenata i preduzmu preventivne mere.

### Neuropatska artropatija
Pacijenti sa šećernom bolesti posebno su skloni razvoj neuro-osteoartropatije poznate kao Šarkoova artropatija. Smatra se da ovo stanje nastaje zbog autonomne disfunkcije živaca i ima za posledicu narušenu perfuziju u kostima stopala, što dovodi do fragmentacije kostiju i pojave ulceracija, kao posledica destrukcija kostiju i zglobova, zbog potpunog odsustva senzibiliteta. Pri tome može se razviti i masivna osteoliza, odnosno resorpcija kosti, koja često nameće potrebu za amputacijom.

## Klinička slika
Lezija se prvi put pojavljuje kao papula (čvrsta izbočina promera manjeg od 1 cm) najačešće na plantarnom delu stopala u površinama prevelikog pritiska odnosno izbočenim delovima glavica metatarzalnih kostiju stopala i prednjih delova stopala tokom ciklusa hodanja, ili na mestu mehaničke traume. Promena se ubrzo širi formirajući pustulu (mehur ispunjen gnojem) podvrgnutu nekrozi.
Ulkus prate bol, groznica i malaksalost. U roku od nekoliko nedelja, ulkus se povećava i razvija se površni smrdljivi, gnojni, crni premaz.
Ulceracije se mogu kod nekih pacijenat izlečiti spontano, ali u nekim slučajevima rezultuju dubokim lezijama koje prodiru u mišiće, tetive i kosti.

## Dijagnoza
Dijagnoza trofnih ulkusa zahteva pored uzimanja istorije bolesti i fizikalnog pregleda i dopunska ispitivanja (testove), kao što su ultrazvučni pregled krvnih sudova, elektromiografija, MR tomogtrafija i radioangiografija uz pomoć kontrastnog sredstva - kako bi se identikovali uzroci bolesti.

## Terapija
Prvo i najvažnije je lečenje osnovne bolesti na kojoj se temelji polineuropatija. Profesionalna nega i rasteretna obuće trebaju biti obavezni.
Nekrotične delove čira treba ukloniti, a ranu održavati vlažnom pod zavojima.
Lečenje antibioticima mora se razmotriti kod zaraženih čireva, ako je kost jako zaražena, najčešće se radi amputacija samo jednog njenog kraja.

## Posledice
Nelečen ulkus može rezultovati ožiljcima tkiva i nastankom invalidnosti.

## Prevencija
Preventivne mere uključuju rano otkrivanje i pravovremeno lečenje hroničnih bolesti. 
Sledeća mera prevencije su;
- izbjegavanje dugotrajnog statičkog opterećenja
- izbegavanje rada u vrućim radionicama,
- izbegavanje produžene hipotermije,
- izbegavanje dužeg rada rad u stacionarnom položaju.
- umereno telesno vežbanje (kako bi se stimulisala „mišićna pumpa nogu”).